# Botanophila subnitida
Botanophila subnitida är en tvåvingeart som först beskrevs av Malloch 1920.  Botanophila subnitida ingår i släktet Botanophila och familjen blomsterflugor.
Artens utbredningsområde är Alaska. Inga underarter finns listade i Catalogue of Life.